# Белов, Андрей Васильевич
Андрей Васильевич Белов (1928—2000) — бригадир горнорабочих очистного забоя (ГРОЗ) шахты «Южная» комбината «Ростовуголь», город Шахты.

## Биография
Родился 20 августа 1928 года в селе Красная Горка Корсаковского района (ныне — Орловской области). Русский.
В 1948 году окончил школу фабрично-заводского обучения. Трудовую деятельность начал в 1948 году на шахте «Нежданная», город Шахты. Быстро встал в ряды передовиков, первым на шахте освоил комбайн «КЦТГ», с помощью которого добывал при плане 6,5 тонн до 8 тыс. тонн угля.
Когда Белов стал бригадиром, его коллективу было доверено внедрение новой техники — узкозахватного комбайна «1К-101», и он сумел доказать его преимущества. Усовершенствовав отдельные узлы комбайна, он довёл среднесуточную производительность до 700 тонн угля. Поэтому ещё до закрытия шахты «Нежданная» руководители шахты «Южная» просили направить к ним бригаду Белова, как самую опытную в работе на маломощных пластах.
Член КПСС. Был делегатом XXIV съезда КПСС.
В августе 1986 года ушёл на заслуженный отдых, был персональным пенсионером союзного значения.
Жил в городе Шахты. Умер 7 января 2000 года.

## Награды
- За исключительные заслуги в развитии угольной промышленности Указом Президиума Верховного Совета СССР от 30.03.1971 года бригадиру ГРОЗ шахты «Южная» Андрею Васильевичу Белову присвоено звание Героя Социалистического Труда с вручением ордена Ленина № 395133, золотой медали «Серп и Молот» № 18224, книжки Героя № 024808 и орденской книжки Ж 851758.
- Награждён орденами Ленина, Трудового Красного Знамени, медалями; знаком «Шахтёрская слава» всех трёх степеней.
- Заслуженный шахтёр РСФСР, «Почётный шахтёр», также награждён многими памятными медалями и дипломами.